# 斯塔里亞瓦 (舊桑博爾區)
49°30′23″N 22°45′45″E / 49.50639°N 22.76250°E
斯塔里亞瓦（烏克蘭語：Старява），是烏克蘭西部的村莊，隸屬利維夫州的桑比爾區。該村始建於1374年，面積2.74平方公里，海拔高度359米，2006年人口1,403，人口密度每平方公里512.04人。